# Тауденні
Тауденні (фр. Taoudeni або фр. Taoudénit) — місто у Малі, адміністративний центр однойменної провінції.

## Географія
Тауденні розташований на півночі країни у регіоні Ель-Джуф (пустеля Сахара) за 664 км від Тімбукту.

### Клімат
Місто знаходиться у зоні, котра характеризується кліматом тропічних пустель. Найтепліший місяць — липень із середньою температурою 36.9 °C (98.4 °F). Найхолодніший місяць — січень, із середньою температурою 17.9 °С (64.2 °F).
| Клімат Тауденні         | Клімат Тауденні | Клімат Тауденні | Клімат Тауденні | Клімат Тауденні | Клімат Тауденні | Клімат Тауденні | Клімат Тауденні | Клімат Тауденні | Клімат Тауденні | Клімат Тауденні | Клімат Тауденні | Клімат Тауденні | Клімат Тауденні |
| Показник                | Січ.            | Лют.            | Бер.            | Квіт.           | Трав.           | Черв.           | Лип.            | Серп.           | Вер.            | Жовт.           | Лист.           | Груд.           | Рік             |
| Середня температура, °C | 17,9            | 21,1            | 24,7            | 28,1            | 32,3            | 35,5            | 36,9            | 35,8            | 34              | 29,9            | 23,9            | 18,4            | 28,2            |
| Норма опадів, мм        | 0.5             | 0.1             | 0               | 0.2             | 0.2             | 0.4             | 3               | 8.5             | 5.4             | 1.6             | 0.5             | 0.4             | 20.8            |
| Днів з опадами          | 0               | 0               | 0               | 0               | 0               | 0               | 0,9             | 1,8             | 0,6             | 0               | 0               | 0               | 3,3             |
| Вологість повітря, %    | 33.5            | 29.1            | 25.6            | 23.1            | 23.5            | 28.9            | 35.8            | 43              | 40.4            | 31.4            | 32.3            | 34.2            | 31.7            |
| ----------------------- | --------------- | --------------- | --------------- | --------------- | --------------- | --------------- | --------------- | --------------- | --------------- | --------------- | --------------- | --------------- | --------------- |
| Джерело: Weatherbase    |                 |                 |                 |                 |                 |                 |                 |                 |                 |                 |                 |                 |                 |

## Економіка
Містечко спеціалізується на видобутку кам'яної солі з висохлого озера — це один з небагатьох випадків, коли у Сахарі ще використовують каравани. З 1960-х і до кінця 1980-х років тут функціонувала в'язниця, а працю арештантів використовували на тому-таки солончаці.